# Šandal
Šandal es un municipio del distrito de Stropkov en la región de Prešov, Eslovaquia, con una población estimada a final del año 2024 de 318 habitantes.
Se encuentra ubicado al noreste de la región, cerca del río Ondava (cuenca hidrográfica del río Tisza) y de la frontera con  Polonia.

## Demografía
| Año        | 1994 | 2004    | 2014 | 2024    |
| ---------- | ---- | ------- | ---- | ------- |
| Población  | 315  | 300     | 312  | 318     |
| Diferencia |      | −4,76 % | +4 % | +1,92 % |

| Año        | 2023 | 2024    |
| ---------- | ---- | ------- |
| Población  | 316  | 318     |
| Diferencia |      | +0,63 % |